# Operación Storax
Operación Storax fue una serie de 48 pruebas nucleares llevadas a cabo por los Estados Unidos y que tuvieron lugar en 1962 y 1963, incluyendo la prueba Sedan, que fue parte de la Operación Plowshare.
La prueba de mayor potencia alcanzó los 200 kilotones, mientras que la menor se quedó en 3 kt. La mayoría de las pruebas no superó los 20 kilotones.

## Pruebas
Las detonaciones fueron las siguientes:
| Nombre       | Fecha                | Potencia         |
| ------------ | -------------------- | ---------------- |
| Sedan        | 6 de julio de 1962   | 104 kilotones    |
| Merrimac     | 13 de julio          | 20-200 kilotones |
| Wichita      | 27 de julio          | < 20 kilotones   |
| York         | 24 de agosto         | < 20 kilotones   |
| Bobac        | 24 de agosto         | < 20 kilotones   |
| Raritan      | 6 de septiembre      | < 20 kilotones   |
| Hyrax        | 14 de septiembre     | < 20 kilotones   |
| Peba         | 20 de septiembre     | < 20 kilotones   |
| Allegheny    | 29 de septiembre     | < 20 kilotones   |
| Mississippi  | 5 de octubre         | 115 kilotones    |
| Roanoke      | 12 de octubre        | < 20 kilotones   |
| Wolverine    | 12 de octubre        | < 20 kilotones   |
| Tioga        | 18 de octubre        | < 20 kilotones   |
| Bandicoot    | 19 de octubre        | 12,5 kilotones   |
| Santee       | 27 de octubre        | < 20 kilotones   |
| St. Lawrence | 9 de noviembre       | < 20 kilotones   |
| Gundi        | 15 de noviembre      | < 20 kilotones   |
| Anacostia    | 27 de noviembre      | 5,2 kilotones    |
| Taunton      | 4 de diciembre       | < 20 kilotones   |
| Tendrac      | 7 de diciembre       | < 20 kilotones   |
| Madison      | 12 de diciembre      | < 20 kilotones   |
| Numbat       | 12 de diciembre      | < 20 kilotones   |
| Manatee      | 14 de diciembre      | < 20 kilotones   |
| Casselman    | 8 de febrero de 1963 | < 20 kilotones   |
| Acushi       | 8 de febrero         | < 20 kilotones   |
| Ferret       | 8 de febrero         | < 20 kilotones   |
| Hatchie      | 8 de febrero         | < 20 kilotones   |
| Chipmunk     | 15 de febrero        | < 20 kilotones   |
| Carmel       | 21 de febrero        | < 20 kilotones   |
| Kaweah       | 21 de febrero        | 3 kilotones      |
| Jerboa       | 1 de marzo           | < 20 kilotones   |
| Toyah        | 15 de marzo          | < 20 kilotones   |
| Gerbil       | 29 de marzo          | < 20 kilotones   |
| Ferret Prime | 5 de abril           | < 20 kilotones   |
| Coypu        | 10 de abril          | < 20 kilotones   |
| Cumberland   | 11 de abril          | < 20 kilotones   |
| Kootanai     | 24 de abril          | < 20 kilotones   |
| Paisano      | 24 de abril          | < 20 kilotones   |
| Gundi Prime  | 9 de mayo            | < 20 kilotones   |
| Harkee       | 17 de mayo           | < 20 kilotones   |
| Tejon        | 17 de mayo           | < 20 kilotones   |
| Stones       | 22 de mayo           | 20-200 kilotones |
| Pleasant     | 29 de mayo           | < 20 kilotones   |
| Yuba         | 5 de junio           | 3,1 kilotones    |
| Hutia        | 6 de junio           | < 20 kilotones   |
| Apshapa      | 6 de junio           | < 20 kilotones   |
| Mataco       | 14 de junio          | < 20 kilotones   |
| Kennebec     | 25 de junio          | < 20 kilotones   |